# サタケ
株式会社サタケ（英: SATAKE CORPORATION）は、広島県東広島市に本社を置く、食品産業総合機械および食品メーカーである。
コーポレート・メッセージは「明日を創る力」

## 概要
創業者の佐竹利市が、1896年（明治29年）に日本初となる動力精米機を考案し、販売したことが始まり。以来主に穀類加工の分野で成長してきた企業である。また2代目社長の佐竹利彦が発表した精穀理論は今日まで精米技術の基礎となっているなど、食品加工機械の先端技術を開発し続けてきた。また西条の酒造メーカーとともに西条酒のみならず日本の酒造業界、特に吟醸酒の発展に貢献した企業である。
1995年（平成7年）からは、湯を注ぐだけで食べられる「マジックライス」など食品の開発、販売もおこなっている。
広島大学にあるサタケメモリアルホールは、広島大学創立50周年を記念し、同窓生やサタケをはじめとする企業の寄付。により建設されたものである。

## 沿革
- 1896年（明治29年）-　初代社長・佐竹利市が「佐竹製作所」を設立し、日本初となる動力精米機を考案、生産販売を開始
- 1939年（昭和14年）- 12月、株式会社に改組
- 1955年（昭和30年）- 食糧用パールマスター精米機発売
- 1956年（昭和31年）- 農家用ワンパス精米機発売
- 1962年（昭和37年）- コンパス精米機を発売。政府の精米集中化政策の礎を築き、大型精米設備の独占供給を開始
- 1964年（昭和39年）- 政府指定のモデルプラントである日本初のカントリーエレベーター（3ヶ所）全てをサタケが独占受注
- 1966年（昭和41年） - 循環型の穀物乾燥機、テンパリング乾燥機を発売
- 1974年（昭和49年） - 籾摺機の革命と呼ばれる揺動選別方式のライスマスターを発売
- 1986年（昭和61年） - 食味計測システム「食味計」を開発
- 1989年（平成元年）- 高始動特性三相交流モーターを開発
- 1995年（平成7年）- 湯を注ぐだけで食べられる「マジックライス」発売
- 1996年（平成8年） - ペリテック精麦製粉システムを発売
- 2000年（平成12年）- 無洗米製造装置「ネオ・テイスティ・ホワイト・プロセス」を発売。
- 2001年（平成13年）- 社名を株式会社サタケに変更。
- 2006年（平成18年）- ファミリーフレンドリー企業表彰において「厚生労働大臣賞」を受賞。
- 2011年（平成23年）- 無洗GABAライスを使ったおむすび店舗「おむすびのGABA（ギャバ）」をオープン。
- 2015年（平成27年）- 「無洗米 GABA ライス」機能性表示食品届出が公表（受理）。
- 2017年（平成29年）- ライステクノプロダクト株式会社を設立し、コニカミノルタテクノプロダクト株式会社から業務用自動洗米機事業を譲り受ける。

## 主要製品

### 米総合分析サービス
- 米の性質分析[7]、米の食味分析[8]、 食味鑑定団（食味鑑定値）など
- 米麦などの穀物用乾燥機、籾摺機、選別計量機、精米機など

### 農産物調製貯蔵施設
- カントリーエレベーター、ライスセンター、低温保管施設など

### 業務用精米機器
- 精米機、無洗米製造装置、石抜機、光選別機、計量・包装機、食味計など

### 炊飯・食品加工施設
- 炊飯設備、パックご飯製造装置、ギャバ生成装置など

### 業務用製粉機器
- 精麦機、粉砕機、選別機、精麦製粉システムなど

### アルファ化米・家庭用精米機
- マジックライス、マジックパスタ、ギャバミルなど

### 環境機器・施設
- 堆肥化施設、バイオマスガス化発電施設など

### モータ・産業機械
- 高始動特性三相交流モーター、プラスチック選別機・研磨機など

## 本社所在地
- 広島本社：広島県東広島市西条西本町2番30号
- 東京本社：東京都千代田区外神田4丁目7番2号

### 国内ネットワーク
- 事業所：全国7か所
- 営業所：全国16か所

## 生産拠点
- 西条工場（広島県東広島市）
- サタケ豊栄株式会社（広島県東広島市）
- サタケ東北株式会社（岩手県北上市）

## グループ会社
- サタケ東北株式会社（岩手県北上市）
- サタケ豊栄株式会社（広島県東広島市）
- サタケ・ビジネス・サポート株式会社（広島県東広島市）
- （財）サタケ技術振興財団（広島県東広島市）
- グレインマシナリー中部株式会社（愛知県一宮市）
- グレインマシナリー関東株式会社（東京都中野区）
- グレインマシナリー東日本株式会社（岩手県北上市）
- グレインマシナリー西日本株式会社（広島県東広島市）
- 株式会社テクノプラントサービス（石川県白山市）
- ライステクノプロダクト株式会社（埼玉県狭山市）
- SATAKE USA INC. （アメリカ）
- SATAKE HONOLULU INC. （アメリカ）
- SATAKE AMERICA LATINA LTDA.（ブラジル）
- SATAKE EUROPE LTD.（イギリス）
- SATAKE INDIA ENGINEERING PVT. LTD.　（インド）
- SATAKE (THAILAND) CO.,LTD.（タイ）
- PT. SATAKE GOBEL INDONESIA（インドネシア）
- SATAKE MANUFACTURING (SUZHOU) CO., LTD.（中国）
- SATAKE SYSTEM ENGINEERING (SUZHOU) CO., LTD.（中国）
- SATAKE AUSTRALIA PTY.LTD. （オーストラリア）
- DENNY'S ENGINEERING & WELDING PTY. LTD. （オーストラリア）